# Romas Adomavičius

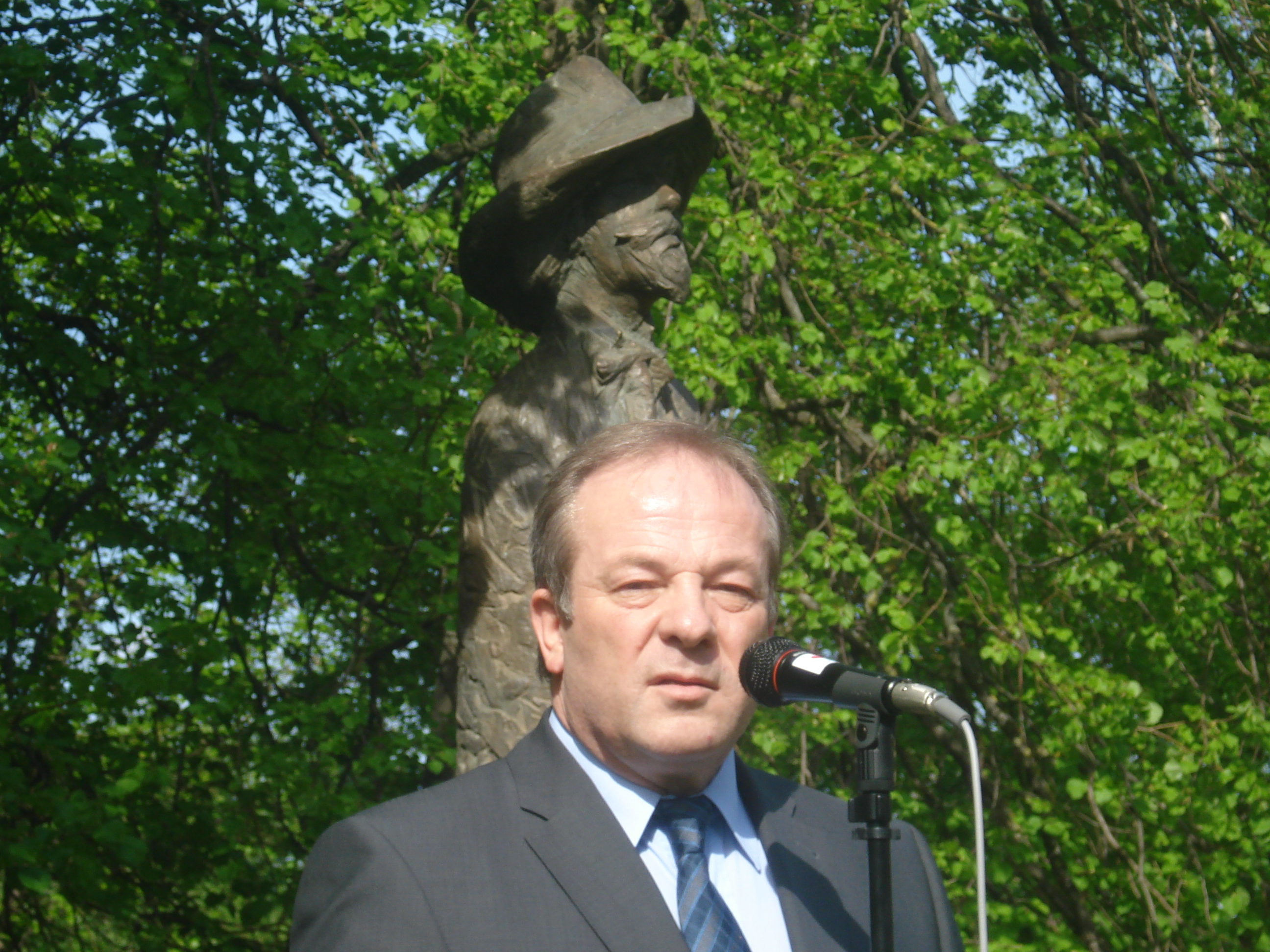
Am Denkmal an Konstantinas Balmontas in Vilnius, 2011

Romas Adomavičius (* 31. Mai 1953 in Vilkija, Rajongemeinde Kaunas) ist ein litauischer Politiker, Vizebürgermeister der Stadtgemeinde Vilnius.

## Leben
Nach dem Abitur 1971 an der Mittelschule Miroslavas in der Rajongemeinde Alytus absolvierte er von 1971 bis 1976 das Diplomstudium des Bauingenieurwesens als Bauingenieur am Vilniaus inžinerinis statybos institutas.
1976 arbeitete er im Kernkraftwerk Ignalina als Oberingenieur. Von 1978 bis 1984 war er zweiter und erster Komsomol-Sekretär der Rajongemeinde Ignalina. Von 1984 bis 1986 studierte er in an der Parteihochschule in Leningrad. Von 1986 bis 1991 arbeitete er bei Lietuvos komunistų partija in Kapsukas. 1992 war er Generaldirektor im Unternehmen „Transtrado“.
Von 1982 bis 1984 war er Deputat im Deputatenrat Ignalina, von 1990 bis 1991 im Deputatenrat Marijampolė. Seit 2007 ist er Mitglied im Stadtrat Vilnius.
Von 2009 bis 2010 war er und seit 2011 ist er stellv. Bürgermeister von Vilnius.
Er war Mitglied von LKP (KPdSU), ab 1991 Lietuvos demokratinė darbo partija. Seit 2001 ist er Mitglied von Lietuvos socialdemokratų partija.